# Bridž
Brídž ali brídge (angleško bridge, dob. 'most') je igra s kartami z vzetki (»štihi«). Pri igri je potrebna določena mera znanja in sreče, kar je odvisno od igrane različice. Igrajo jo štirje igralci. Igra se v parih (sides) in sicer tradicionalno po straneh neba, v paru sta nasprotna igralca, torej Sever (North) in Jug (South), ter Vzhod (East) in Zahod (West). Sever in Jug igrata proti Zahodu in Vzhodu. Bistvo igre je jemanja vzetkov (tricks), pri čemer je cilj vzeti napovedano število vzetkov in za to dobiti določeno število točk. Mešanje, napovedovanje in igranje poteka v smeri urinih kazalcev.
V angleščini igro, ki je drugače najbolj znana kar kot bridge, imenujejo contract bridge (contract - dogovor, sporazum).

## Zgodovina igre
Bridž se je razvil iz igre vist (whist). Glede na Oxford English Dictionary je bridge angleška izgovorjava igre z imenom birič (rusko бирич, бирюч - (carjev, carski) glasnik, sel, birič), znano tudi kot ruski vist. Ruska beseda birič se je v tem pomenu morda razvila iz turške besede za »trobentač«/»hornist« (sodobno turško borucu, borazanci). Druga možnost razvoja besede izhaja iz pomena razlag korena bir-, kar v slovanskih jezikih pomeni vzeti, jemati, in od tod izpeljan pomen »davkar«. Najstarejša pravila biriča segajo v leto 1886 in prikazujejo več posebnosti bridža, ki so se razvile neposredno iz vista.
Nalog (bidding) se konča s kontraktom, ki je napoved enega para, da bo njuna stran vzela vsaj navedeno število vzetkov, z izrečeno barvo kot adutom (trump) ali brez adutov. Pravila igre so podobna tistim iz iger z vzetki. Dodatna je posebnost, da se karte enega igralca pokažejo na mizi (dummy).